# Anatlanticus
Anatlanticus (лат.) — древний примитивный род кузнечиков (Tettigoniidae) из подсемейства Tettigoniinae, обитающий на Дальнем Востоке.

## Описание
Тело средней величины, коренастое, длиной 23—30 мм. Переднеспинка умеренно крупная, расширенная, в 1,1—1,3 раза короче передних бёдер (в отличие от представителей рода Atlanticus, у которых переднеспинка длиннее передних бёдер); без боковых килей. Передние голени без вершинного внутреннего шипа. Надкрылья укорочены, равны или в 1,5—2,3 раза длиннее переднеспинки; стридуляционный орган у самцов полностью открыт. Вершина передних бедер с 1 шипом на верхней стороне. Церки у самцов с двумя внутренними зубцами на верхушке, у самок — слабо вогнуты внутрь. Яйцеклад длинный, плавно загнут вниз.

## Распространение
Материковый Дальний Восток от юга Приморского края до северо-восточного Китая и Кореи.

## Классификация
Род был впервые выделен в 1951 году советским энтомологом Григорием Яковлевичем Бей-Биенко для видов Paradrymadusa uvarovi Miram, 1940 и Anatlanticus koreanus Bey-Bienko, 1951. В соответствии с базой данных Orthoptera Species, в настоящее время выделяются 4 вида Anatlanticus:
- Anatlanticus koreanus (Bey-Bienko, 1951) — полуостров Корея
- Anatlanticus liaoningensis Liu, 2015 — Северо-Восточный и Восточный Китай[5]
- Anatlanticus longispeculi Liu, 2015 — Северо-Восточный и Восточный Китай
- Anatlanticus uvarovi Miram, 1940 typus — Кузнечик Уварова — юг Приморского края, Маньчжурия (провинция Гирин)